# Ерміт-самітник бразильський
Ерміт-самітник бразильський (Glaucis hirsutus) — вид птахів родини колібрієвих.

## Поширення
Вид поширений в Південній Америці від Панами до Болівії та Східної Бразилії. Трапляється також на островах Тринідад, Тобаго і Гренада. Типовим місцем його проживання є дощовий ліс, але він часто трапляється в районах суміжних з лісом.

## Опис
Це середнього розміру колібрі, завдовжки близько 10 см і вагою близько 7 г. Має вигнутий дзьоб завдовжки близько 3 см, у верхній частині темний, а в нижній — жовтий. Оперення спини буро-зеленого кольору, живота червонувато-коричневого кольору. Центральні пера хвоста зелені, зовнішні — червонуваті, а в кінцевій частині вони мають чорну смугу, що відділяє білувату верхівку. Самці і самиці мають схожі забарвлення; різниця між двома статями обмежується формою дзьоба, який у самиць коротший і більш вигнутий.